# Мієлєро
Мієлє́ро (Conopophila) — рід горобцеподібних птахів родини медолюбових (Meliphagidae). Представники цього роду мешкають в Австралії та на Новій Гвінеї.

## Види
Виділяють три види:
- Мієлєро білогорлий (Conopophila albogularis)
- Мієлєро рудогорлий (Conopophila rufogularis)
- Мієлєро сірий (Conopophila whitei)

## Етимологія
Наукова назва роду Conopophila походить від сполучення слів дав.-гр. κωνωψ — комар і φιλος — той, хто любить.